# Kiss Kiss
Kiss Kiss ist ein Lied des US-amerikanischen Musikers Chris Brown, bei dem R&B-Sänger und Rapper T-Pain als Gastmusiker in Erscheinung tritt. Der Titel wurde am 21. August 2007 als zweite Singleauskopplung hinter „Wall to Wall“ aus Browns zweitem Studioalbum Exclusive veröffentlicht, woraufhin er sich in den Billboard Hot 100 auf Platz eins platzierte und so Browns zweiten und bisher letzten Nummer-1-Hit darstellte. In Deutschland erreichte er keine Platzierung. „Kiss Kiss“ war unter anderem für einen MTV Video Music Award, einen BET Award und einen Grammy Award nominiert.

## Hintergrund, Musikvideo und Remixversionen
Das Lied wurde von Chris Brown und T-Pain geschrieben, wobei T-Pain auch als Produzent fungierte. Die beiden arbeiten 2008 und 2011 auch bei den Titeln „Freeze“ und „Best Love Song“ zusammen. Neben der Originalversion existieren noch zwei Remixe: einer zusammen mit Nelly und T-Pain sowie einer mit Ac und T-Pain.
Das Musikvideo wurde auf dem Campus der Florida International University, welcher den Namen University Park trägt. Regie führten Erik White und Brown selbst, beide hatten in dieser Form schon des Öfteren zusammengearbeitet. Am 30. August zeigte man den Clip erstmals.
In dem Video spielt Brown zwei Versionen seiner selbst: einen Nerd und einen Jock. In beiden Varianten versucht er die Aufmerksamkeit von Mädchen auf sich zu ziehen, welche ebenfalls das College besuchen. Brown als Jock schikaniert in Gegenwart der Mädchen immer den Nerd-Brown, in dem Glauben, diese so zu beeindrucken. Der Nerd-Brown hingegen ist immer freundlich zu den Damen. In einer späteren Szene des Clips spielt der Jock-Brown gerade American Football, während der andere Brown versucht, ein Gespräch mit den Frauen zu beginnen. Nachdem es zu mehreren tätlichen Auseinandersetzungen der beiden Browns kommt, stehen die beiden am Ende des Clips vor ihren Autos auf dem Parkplatz, als eines der Mädchen jedoch an dem Jock-Brown vorbeigeht und dem anderen einen Kuss gibt.

## Rezeption

### Kritiken
In einer Rezension von Billboard hieß es, dass das Lied einen starken Nachfolger des Titels „Wall to Wall“ bilde. Andere Autoren bezeichneten „Kiss Kiss“ als „tanzbaren Clubtrack“. In einer Review des Albums Exclusive wurde der Titel als „das erste Higlight“ bezeichnet, wenngleich man den Liedtext auch als „nicht besonders anspruchsvoll“ und das Lied generell als „ideenlos“ kritisierte. Zuletzt hielt man jedoch fest, dass die Single „reichlich Hitpotential in der Clubszene“ besitze.

### Auszeichnungen und Nominierungen
Bei den BET Awards 2008 war Brown zusammen mit T-Pain in der Kategorie „Best Collaboration“ nominiert, wobei die Auszeichnung jedoch an Kanye West und T-Pain ging („Good Life“). T-Pain war damals an vier der fünf vorgeschlagenen Liedern in dieser Kategorie beteiligt. Bei den Grammy Awards 2008 nominierte man die Zusammenarbeit ebenfalls, den Preis in der Kategorie „Best Rap/Sung Collaboration“ erhielten damals allerdings Rihanna und Jay-Z für den Titel „Umbrella“. Weitere Nominierungen erlangte das Lied bei den MTV Video Music Awards 2008 („Best Choreography in a Video“) und den MuchMusic Video Awards („Best International Video - Artist“), wobei Brown ebenfalls keine Auszeichnung erhielt.

## Kommerzieller Erfolg

### Chartplatzierungen
In den Hot R&B/Hip-Hop Songs erlangte „Kiss Kiss“ Platz zwei und hielt sich insgesamt 24 Wochen in dieser Liste. In die Billboard Hot 100 stieg das Lied auf Platz 100 ein, womit es später die achte Single wurde, die auf dem letzten Platz in die Hitliste einstieg und später Rang eins erreichte. In der siebten Woche erlangte es Position eins, wobei es Soulja Boys „Crank That (Soulja Boy)“ verdrängt hatte. Insgesamt hielt sich die Single drei Wochen lang auf Rang eins, in den ersten beiden jeweils vor „Apologize“ (Timbaland und OneRepublic), anschließend vor „No One“ von Alicia Keys. „No One“ überholte „Kiss Kiss“ schließlich und verdrängte den Titel auf Position zwei.
| ChartsChartplatzierungen       | Höchstplatzierung | Wochen |
| ------------------------------ | ----------------- | ------ |
| Schweiz (IFPI)                 | 69 (3 Wo.)        | 3      |
| Vereinigte Staaten (Billboard) | 1 (26 Wo.)        | 26     |
| Vereinigtes Königreich (OCC)   | 38 (17 Wo.)       | 17     |

| ChartsJahrescharts (2007)      | Platzierung |
| ------------------------------ | ----------- |
| Vereinigte Staaten (Billboard) | 93          |

| ChartsJahrescharts (2008)      | Platzierung |
| ------------------------------ | ----------- |
| Vereinigte Staaten (Billboard) | 19          |

| ChartsJahrescharts (2000–2009) | Platzierung |
| ------------------------------ | ----------- |
| Vereinigte Staaten (Billboard) | 93          |

### Auszeichnungen für Musikverkäufe
| Land/Region                  | Auszeichnungen für Musikverkäufe (Land/Region, Auszeichnung, Verkäufe) | Verkäufe  |
| ---------------------------- | ---------------------------------------------------------------------- | --------- |
| Australien (ARIA)            | 3× Platin                                                              | 210.000   |
| Brasilien (PMB)              | Platin                                                                 | 60.000    |
| Kanada (MC)                  | 2× Platin                                                              | 80.000    |
| Neuseeland (RMNZ)            | 3× Platin                                                              | 90.000    |
| Norwegen (IFPI)              | Gold                                                                   | 5.000     |
| Vereinigte Staaten (RIAA)    | 6× Platin (Single) · + Platin (Mastertone)                             | 7.000.000 |
| Vereinigtes Königreich (BPI) | Gold                                                                   | 400.000   |
| Insgesamt                    | 2× Gold · 16× Platin ·                                                 | 7.845.000 |

Hauptartikel: Chris Brown (Sänger)/Auszeichnungen für Musikverkäufe